# Luke Mably
Luke Mably (nacido Thomas Luke Mably; 1 de marzo de 1976) es un actor británico, más conocido por interpretar a Lucas Scott en la serie de televisión Dream Team de Sky 1, el príncipe Edvard en El príncipe y yo y 'White' en el thriller Exam (2009). 

## Biografía
Es el menor de tres hermanos. Asistió a Birmingham School of Acting en 1998.

## Filmografía
| Año  | Película                               | Personaje                    | Notas                                             |
| ---- | -------------------------------------- | ---------------------------- | ------------------------------------------------- |
| 1999 | Holby City                             | Paul                         |                                                   |
| 2000 | In the Beginning                       | Isaac (Younger)              | TV-miniseries                                     |
| 2000 | Dream Team                             | Scott Lucas                  | 2000–2002                                         |
| 2001 | Uprising                               | Zachariah Artenstein         |                                                   |
| 2002 | 28 Days Later                          | Clifton                      |                                                   |
| 2002 | EastEnders                             | Ryan                         |                                                   |
| 2003 | 4.37                                   | Jay                          |                                                   |
| 2004 | El príncipe y yo                       | Prince Edvard/Eddie Williams | Se convierte en William cuando él va a la escuela |
| 2005 | Spirit Trap                            | Tom                          |                                                   |
| 2005 | Colour Me Kubrick                      | Rupert Rodnight              |                                                   |
| 2006 | The Prince and Me 2: The Royal Wedding | King Edvard/Eddie            |                                                   |
| 2006 | Deceit                                 | Brian                        |                                                   |
| 2007 | Who Gets the Dog?                      | Hugo Delaney-Jones           |                                                   |
| 2007 | Save Angel Hope                        | Henry                        |                                                   |
| 2009 | Maggie Hill                            | Ben Emerson                  |                                                   |
| 2009 | Exam                                   | White                        |                                                   |
| 2009 | Star Crossed                           | Alex Pierce                  |                                                   |
| 2010 | The Gates                              | Dylan Radcliff               | Serie de televisión Reparto Principal             |
| 2015 | Isolation                              | Creighton Masterson          |                                                   |